# Impressive
Impressive (né le 15 avril 1969, mort le 20 mars 1995) est un étalon de race Quarter Horse en registre appendix, qui a obtenu son enregistrement complet à l'American Quarter Horse Association en 1971. Il a été champion du monde 1974 des étalons de halter toutes classes d'âge, et premier champion du monde de sa race, bien qu'il ne totalise que 48 points halter au total. Il a engendré 2 251 poulains, dont trente sont devenus eux-mêmes champions du monde. Ce cheval a été intronisé au American Quarter Horse Hall of Fame en 2022. 

## Exposition et élevage
Au cours de sa carrière de cheval de concours, Impressive a changé de mains à plusieurs reprises. L'un de ses propriétaires est Dean Landers, qui possède également les étalons de halter Two Eyed Jack, Coy's Bonanza et Sonny Dee Bar. Bien qu'Impressive ait été envoyé à l'entraînement de course, il n'a jamais couru. Il a été renvoyé à l'élevage et l'année suivante, a été exclu de toute discipline sportive en raison d'une ostéite du sabot, laissant le halter comme seul choix. Le Championnat du monde de 1974 a rapidement consolidé son rôle dans cette discipline. Chaque fois qu'Impressive a été revendu, son prix a augmenté rapidement ; à un moment donné, une offre d'achat à 300 000 $ a été refusée par Brown, qui a déclaré que "personne au monde n'a assez d'argent pour acheter ce cheval".
Impressive devient très recherché pour la reproduction, malgré ses frais de saillie de 25 000 $. Il a engendré un total de 2 251 poulains et, en 2003, on estime qu'il a plus de 55 000 descendants vivants. Il a été recherché comme père pour son apparence musclée et raffinée, qui a été transmise à sa progéniture assez souvent pour faire de lui au moins le cinquième étalon Quarter Horse de tous les temps lorsqu'il est classé selon les points AQHA gagnés pour toute la descendance combinée.

## Paralysie périodique hyperkaliémique
L'HYPP a été reconnu pour la première fois dans les années 1980, mais il est devenu évident que de nombreux chevaux descendants d'Impressive sont atteints de la maladie génétique paralysie périodique hyperkaliémique (HYPP). En 1992, Impressive a été publiquement lié à HYPP et considéré comme le patient zéro. En 2009, sur les 355 000 descendants enregistrés d'Impressive, environ 4 % sont atteints d'HYPP. ,
HYPP est un gène dominant et, en tant que tel, tous les animaux possédant ne serait-ce qu'une copie du gène, identifié comme « N/H », présentent certains symptômes de la maladie. Les chevaux hétérozygotes, identifiés comme « H/H ». transmettent toujours la maladie. Les recherches suggèrent que les chevaux H/H peuvent présenter des symptômes plus graves que les chevaux N/H,.
Après plusieurs années de débat, en vigueur depuis le 1er janvier 2007, l'AQHA a modifié la règle 205(c)(3) et la règle 227(e) pour exiger que tous les descendants d'Impressive soient testés avant d'être enregistrés et que soient bannis de l'enregistrement tous les chevaux nés après le 1er janvier 2007 avec une génétique HYPP confirmée par des tests ADN comme étant homozygotes pour la maladie (H/H),. D'autres registres de races qui acceptent les animaux de lignée Quarter Horse, notamment l'American Paint Horse Association et l'Appaloosa Horse Club, ont institué des exigences en matière de tests mais n'ont pas encore interdit les animaux atteints de cette maladie. Il existe un effort d'éleveurs pour éliminer la maladie par sélection, mais certains continuent à laisser les animaux porteurs se reproduire sans y prêter attention, ou même en recherchant délibérément l'amélioration musculaire qui y est liée, et ce faisant, perpétuent l'existence de la maladie.